# Progress D-436
Progress D-436 es un motor de aviación de tipo turbofan de alto índice de derivación con tres etapas desarrollado por la empresa Ivchenko-Progress de Ucrania. Inicialmente se desarrolló para cumplir con los requisitos de las versiones finales de los aviones Yakovlev Yak-42 y Antonov An-72 en los años 80. El motor se probó por primera vez en 1985 y posteriormente se certificó en 1987. Se han desarrollado varias variantes y actualmente están en servicio con una amplia variedad de aviones originados en la Unión Soviética.

## Diseño y desarrollo
El proyecto para el D-436 se basó en el desarrollo anterior de los motores Lotarev D-36 y del Progress D-18T.  El D-436 incorporó un ventilador más moderno con un número de vueltas más elevado (RPM), una cámara de combustión más eficaz y un compresor con nuevas secciones.  Varias variantes del motor incorporan un FADEC .

## Variantes
D-436K
- La variante "K" fue el modelo inicial del motor.  Tenía una relación de derivación de 6.2 y una relación de presión de 21.0.  Propuesto para su uso en el extinto Antonov An-71.

D-436M
- La variante "M" se propuso para su uso en el Yak-42M.

D-436T1
- La variante "T1" se usa en el Túpolev Tu-334 y se ha ofrecido para su uso en el Tu-414 en desarrollo.   Esta variante produce aproximadamente 93 kN (21,000 lb f ) de empuje.   También se propuso para su uso en el ahora difunto An-174.

D-436T1-134

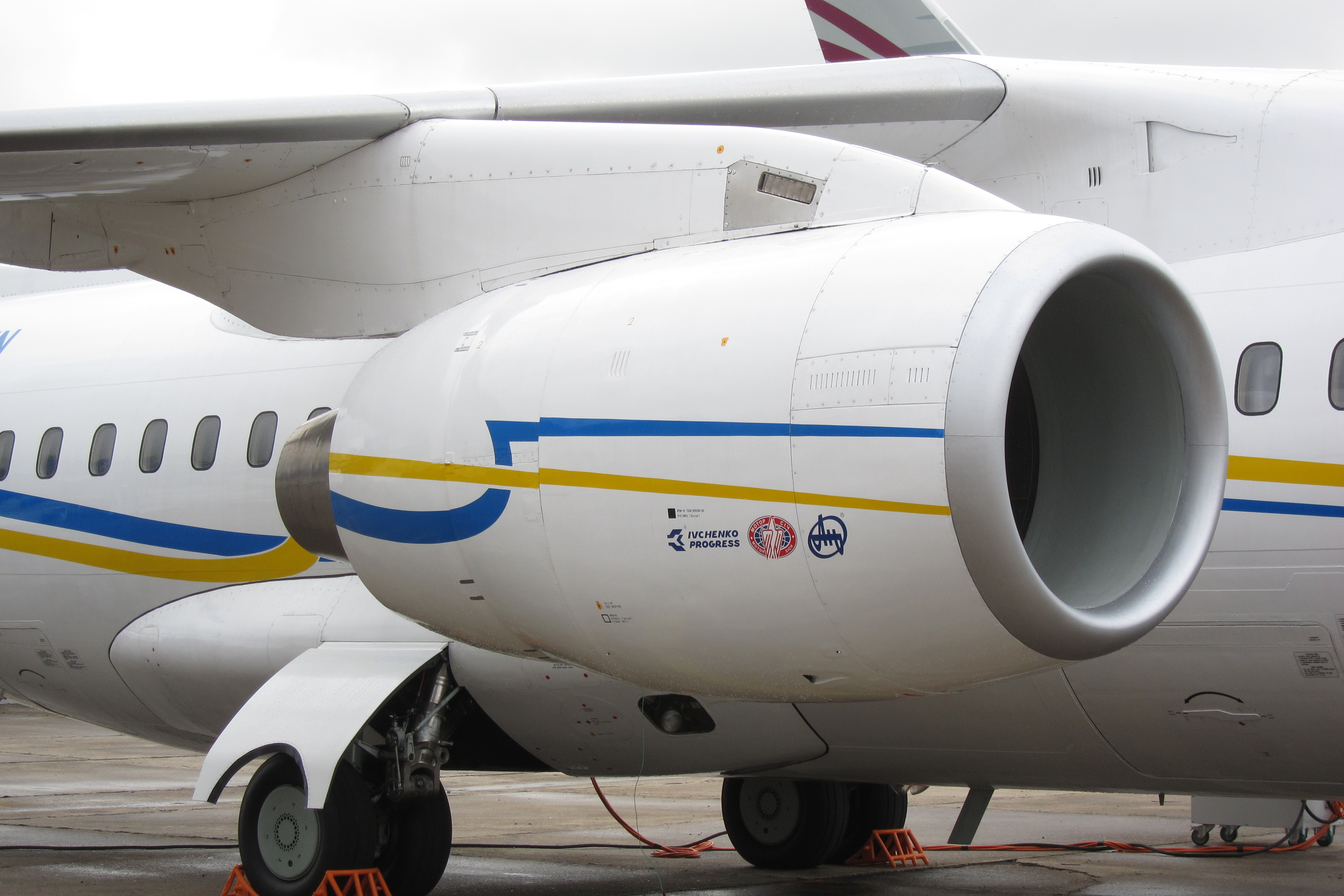
Progress D-436 en un Antonov An-158

- La variante "T1-134" se propuso como reemplazo de los motores en el Tu-134

D-436T2
- La variante "T2" se aumentó a 80 kN (18,000 lb f ) de empuje y se usa en el Tu-334-100D y el Tu-334-200D.

D-436TP
- La variante "TP" es una versión específica resistente a la corrosión del salitre del mar, desarrollada para su uso en el avión anfibio Be-200.  Esta variante produce los mismos 73 kN (16,000 lb f ) de empuje que el modelo "T1".

D-436T3
- La variante "T3" agregó una sección de refuerzo detrás del nuevo ventilador de cuerda ancha y tenía un empuje máximo de alrededor de 93 kN (21,000 lb f ).  La variante T3 también se consideró para el Ilushin Il-214 , pero los requisitos de empuje de la aeronave excedieron el empuje máximo del motor de 93 kN (21,000 lb f ).

D-436-148
- La variante "-148" fue desarrollada específicamente para el An-148.   Esta versión se reduce a 67 kN (15,000 lb f ) de empuje para una mayor vida del motor

D-436TX
- La variante "TX" utiliza el mismo núcleo en "T3", pero incluye una turbina actualizada y un ventilador con engranaje.  Está en la clase 117-135 kN (26,000-30,000 lb f ).

### Derivados
AI-436T12
- Este motor derivado se propuso para el moderno avión civil UAC MS-21. Se estimó que tendría un empuje de 117 kN (26,000 lbf).  El fabricante Irkut reemplazó el AI-436T12 con el motor Aviadvigatel PD-14 de 14,000 kgf (31,000 lbf).

## Aviones con el motor D-436
- Antonov An-148
- Antonov An-72
- Antonov An-74
- Beriev Be-200
- Túpolev Tu-334
- Yakovlev Yak-42M

## Especificaciones (D-436-T1)
Datos de ivchenko-progress.com,  Flight,  Jane's Aero Engines y forecastinternational.com

#### Características generales
- Tipo: turbo ventilador de puente alto de tres etapas
- Longitud: 3,030 mm (119 in)
- Diámetro: 1,390 mm (55 in)
- Peso seco: 1,450 kg (3,200 lb)

#### Componentes
- Compresor: flujo axial, ventilador de 33 etapas y 33 álabes, IP de 6 etapas, HP de 7 etapas
- Turbina : HP de etapa única, IP de etapa única, LP de 3 etapas

#### Actuación
- Empuje máximo: 75.02 kN (7.650 kgf);  (16.859 lbf)
- Relación de presión total : 21.9: 1
- Temperatura de entrada de la turbina: 1,197 C (2,186 F)
- Consumo específico de combustible : 61 kg / kN / h (0.608 lb / lbf * hr)
- Relación empuje-peso : 5.6